# Huy chương Gottschalk
Huy chương Gottschalk (tiếng Anh: Gottschalk Medal) là một giải thưởng của Viện hàn lâm Khoa học Úc, dành cho các nhà khoa học Úc, có cống hiến xuất sắc trong nghiên cứuY học.
Huy chương này được đặt theo tên viện sĩ A. Gottschalk thuộc Viện hàn lâm Khoa học Úc, được trao hàng năm cho các nhà nghiên cứu dưới 40 tuổi, không là viện sĩ của Viện hàn lâm này.
Ngoài huy chương, còn có khoản tiền thưởng là 1.000 dollar cho người đoạt giải.

## Những người đoạt huy chương
- 2015 - Peter Czabotar
- 2014 - Kieran F. Harvey
- 2013 – B. Kile
- 2012 – K. Gaus
- 2011 – S. Tangye
- 2010 – J. Whisstock
- 2009 – C.G. Vinuesa[1]
- 2008 – G.T. Belz[2]
- 2007 – J. Rossjohn[3]
- 2006 – J.P. Mackay
- 2005 – R.W. Johnstone
- 2004 – M.H. Little
- 2003 – L.M. Khachigian
- 2002 – M. Crossley
- 2001 – C.C. Goodnow
- 2000 – D.L. Vaux
- 1999 – M.W. Parker
- 1998 – D.J. Hilton
- 1997 – P.R. Schofield
- 1997 – B.J. Wainwright
- 1996 – D.I. Cook
- 1995 – M.J. Smyth
- 1994 – P.J. Goadsby
- 1993 – A. Cowman
- 1992 – P.M. Hogarth
- 1991 – R.A. Cuthbertson
- 1990 – N.M. Gough
- 1989 – A.R. Hardham
- 1988 – A. Cockburn
- 1987 – J.J. Burdon
- 1986 – N.A. Nicola
- 1985 – R. Appels
- 1984 – J.A. Angus
- 1983 – G.D. Farquhar
- 1982 – J. Shine
- 1981 – A.W. Burgess
- 1980 – M.B. Renfree
- 1979 – C.R. Parish